# Arroyo Negro
El Arroyo Negro es un curso de agua uruguayo, ubicado en el límite entre los departamentos de Paysandú y Río Negro, perteneciente a la cuenca hidrográfica del río Uruguay. 
Nace cerca de la cuchilla de Haedo y discurre con rumbo al oeste hasta desembocar en el río Uruguay frente a Concepción del Uruguay (Argentina). Sus principales afluentes son el arroyo Bellaco, el arroyo González y el arroyo Gutiérrez Grande.
- Datos: Q703309